# Adelgundis Lohrmann
Adelgundis Lohrmann (Taufname Theresia) OCist (* 7. August 1893 in Krefeld; † 27. Juli 1974 in Baden-Baden) war eine deutsche Zisterzienserin und von 1947 bis 1974 43. Äbtissin des Zisterzienser-Klosters Lichtenthal.

## Leben
Maria Aldegundis Lohrmann stammte aus Krefeld und trat nach ihrer Ausbildung zur Lehrerin im Jahr 1913 in das Kloster Lichtenthal ein. Um das Jahr 1926 verfasste sie eine handschriftliche systematische Übersicht der alten Bibliotheksbestände des Klosters mit dem Namen Catalogus Librorum antiquorum Monasterii Lucidae vallis. 1928 wurde sie zur Priorin ernannt. Nach dem Tod der Vorgängeräbtissin Bernarda Geiler wurde sie am 27. Juli 1947 zur 43. Äbtissin des Klosters Lichtenthal gewählt. Die Wahl stand unter dem Vorsitz des Mehrerauer Generalabts Kassian Haid. Während ihrer Amtszeit kam es zwar zur schrittweisen Einstellung der Landwirtschaft, jedoch wurde die dafür bereits vorhandene Paramenten- und Webwerkstatt sowie die grafische Werkstatt weiter ausgebaut. Äbtissin Aldegundis Lohrmann starb 80-jährig am 27. Juli 1974 an den Folgen eines Schlaganfalls.

## Publikation
- Edith Stein – ein Lebensbild nach persönlichen Erinnerungen und Briefen : Schwestern-Schulungstag, 1972. OCLC 699920590